# Estación de Urda
Urda fue una estación de ferrocarril situada en el municipio español de Los Yébenes, en la provincia de Toledo. Perteneciente a la línea Madrid-Ciudad Real, estuvo operativa entre 1879 y 1988. En la actualidad se conserva el edificio de viajeros y parte del antiguo complejo ferroviario.

## Historia
La estación fue levantada originalmente como parte de la línea Madrid-Ciudad Real, de ancho ibérico. Dicha línea fue construida por la Compañía de los Caminos de Hierro de Ciudad Real a Badajoz (CRB) e inaugurada en 1879, si bien un año después pasaría a manos de la compañía MZA. El complejo ferroviario contaba con un edificio de viajeros y varias vías de servicio. A pesar de su nombre, la estación se encontraba situada en el término municipal de Los Yébenes, a 8 kilómetros del pueblo de Urda. En 1941, con la nacionalización de los ferrocarriles de ancho ibérico, las instalaciones pasaron a manos de RENFE. En enero de 1988 se clausuraron las instalaciones y la mayor parte de la línea Madrid-Ciudad Real debido a la construcción del Nuevo Acceso Ferroviario a Andalucía. En la actualidad se conserva el edificio de viajeros, que es utilizado para fines particulares.